# Iztacalco FC
El Deportivo Iztacalco, también conocido como Los Valedores de Iztacalco, fue un club de fútbol de la Tercera División de México. Su último torneo lo jugó en el grupo IV de ese circuito. Durante el torneo 2006-2007, heredaron el sitio de Club Santa Cruz, siendo el último el equipo menos exitoso de dicha liga al registrar en el torneo cero puntos en 15 partidos y un -40 de diferencia en la cantidad de los objetivos puntuados y recibidos.

## Historia
La mayoría de los jugadores provenían del Club San Andrés, equipo que ganó su sitio para jugar en la Tercera División después de ganar un campeonato amateur apoyado por la Federación Mexicana de Fútbol (FMF) y organizado por Ángel Morales Nava, dueño de varias franquicias de la Tercera División (Tolcayuca en el grupo 7; Atlético Iztacalco en el 8; Atlético U.E.F.A en el 6) por lo cual recibió  el sobrenombre de “El Magnate”.   
El Deportivo Iztacalco adquirió el apodo de “Los Valedores” durante el torneo de apertura 2007, cuando Televisión Azteca le dedicó un espacio por primera vez durante su programa nocturno Los protagonistas, al presentarlo como el peor equipo de todos los afiliados a la Femexfut y cuya dirección estuvo a cargo del el reportero de la televisora del Ajusco, Barak Fever.
A pesar de que sus campos de entrenamiento estaban formalmente localizados en Iztacalco, Ciudad de México, Los Valedores de Iztacalco solían disputar sus partidos locales en el Estadio San Bernardino, conocido como "El Muro de los Sueños". Dicho estadio se encuentra localizado en el pueblo de San Bernardino, en el municipio de Texcoco, Estado de México.
Gracias a sus constantes apariciones en TV Azteca, el equipo generó un gran interés entre los televidentes, convirtiéndose así en el equipo de Tercera División con más seguidores en el país.

### Primera Temporada
Para el Apertura 2007 y el Clausura 2008, la FMF colocó al Deportivo Iztacalco en Grupo VII de la Tercera División. Los Valedores perdieron sus primeros siete juegos. El 26 de septiembre de 2007 obtuvo su primer punto en la jornada 8 después de quedar empatados 1-1 contra los Mineros del Real Hidalgo, a pesar de haber perdido más tarde en penales.
El 27 de octubre de 2007 es la fecha en que muchos consideran que el club obtuvo su logro más importante: su primera victoria. Sucedió durante la jornada 12 del torneo, cuando el árbitro les concedió una victoria por default debido a que el equipo rival nunca se presentó a jugar el partido.
El Deportivo Iztacalco acabó el  Apertura 2007 con 4 puntos, conseguidos por su "victoria", un empate y 12 pérdidas. Con esos 4 puntos, el equipo quedó en última posición del Grupo VII y en la posición general 202 entre los 204 clubes que componen la Tercera División.
El 11 de diciembre de 2007, Los Valedores tuvieron un partido amistoso contra el equipo representativo de Los protagonistas, el cual era el programa que transmitía los juegos del equipo por televisión nacional. El equipo estuvo formado por exjugadores profesionales como Luis García, Jorge Campos, Francisco Gabriel de Anda, Roberto Medina y Careca III. El partido se realizó en el Estadio Deportivo Xochimilco con un polémico arbitraje por parte de Gilberto Alcalá. El partido acabó 1-0 a favor del equipo de Los protagonistas.

## Visorías del 2007
Al final del Apertura 2007, el equipo realizó pruebas a más de 700 candidatos. Sólo 5 fueron seleccionados : Diego "El Gato" Reynoso (portero), Guillermo "RBD" Guzmán (defensor), Carlos "Piwi" Godínez y Aníbal "Robinho" Cruz (centrocampistas) y Giovanni "Guardadito" Pérez (delantero).

## 2008-2016
Durante la temporada 2008, Los Valedores realizaron una segunda ronda de pruebas donde acudieron más de 5000 candidatos. 6 jugadores fueron seleccionados: Víctor "Tigre" Romero, Alan "Imanol" Ávila, Víctor "Titino" Rosas, Fernando "Alcancía" Vargas, Salvador "Chamagol" Flores y Dimitri "Griego" Stamatiades. El director de operaciones futbolísticas del equipo cambió a más de la mitad del equipo basado en el pobre rendimiento reflejado en torneos anteriores. Hasta esa fecha, Los Valedores tenían 36 puntos (25 más que en el Apertura 2007) y tenían 10 partidos más por jugar.
El Deportivo Iztacalco había tenido desde hace muchos años una rivalidad con el Atlético Xochimilco. Los últimos siendo un equipo que adquirió algunos de los jugadores que fueron despedidos de Los Valedores. En 2008 tuvieron su primer partido, quedando 2-1 a favor de Iztacalco.
Después de otra temporada exitosa, TV Azteca decidió por dejar por terminada su asociación con los Valedores de Iztacalco, dejando de aparecer en su programa de Los protagonistas. A consecuencia de ello, muchos miembros del equipo decidieron abandonar el club.
En la temporada 2013-14 el club terminó en la última posición del grupo IV tras haber conseguido 2 victorias y 28 derrotas. En la penúltima temporada que disputaron Los Valedores, que fue la de 2014-15, el equipo consiguió 9 victorias, 6 empates y 19 derrotas; terminando en la posición 15 con 36 puntos. 
Finalmente, Los Valedores jugaron su última temporada durante los años 2015 al 2016. Después de ello, y por causas desconocidas, el equipo desaparecería del máximo circuito de fútbol mexicano tras solamente haber conseguido 9 puntos contando con 1 victoria, 4 empates y 29 derrotas, terminando en el fondo de la tabla con la posición número 18. 

## Entrenadores
- Emigdio Venustiano Olvera "Venus"
- José Luis Rangel “El Zopilote”
- Lavolpin

## Uniforme y escudo

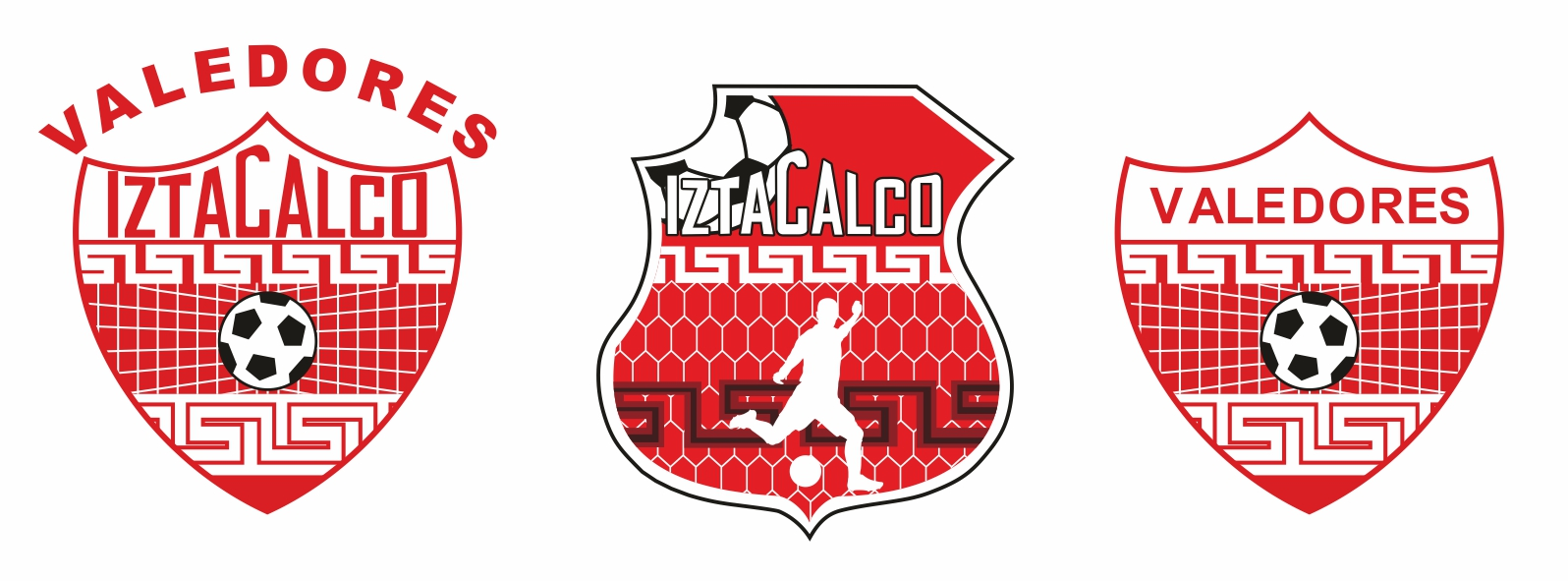
Primer y segundo escudos de los Valedores de Iztacalco. El tercero fue utilizado en el año 2019, para el partido amistoso ante los Muñecos de Papel, el “Clásico del Barrio”.

La vestimenta de local era camiseta roja, pantaloncillo blanco y medias rojas.  El uniforme de visitante variaba.  
En cuanto a los escudos, el Deportivo Iztacalco utilizó tres a lo largo de su historia, siendo el tercero el que emplearon en el año 2019, cuando TV Azteca organizó el llamado «Clásico del Barrio» y reunió a los jugadores que formaron parte de la plantilla del club entre el 2007 y el 2009.  El partido amistoso se celebró en el Estadio Jesús Martínez «Palillo», ante los Muñecos de Papel, un equipo aficionado de Santa Cruz Meyehualco en Iztapalapa (Ciudad de México); los Valedores fueron goleados 4-0.  
- Datos: Q5260739